# Fairlie Stone
Der Fairlie Stone befindet sich in der Pfarrkirche von Fairlie, in North Ayrshire in Schottland. Er ist vermutlich das überlebende Teilstück einer skulptierten Grabplatte und gilt als Beispiel der so genannten „Govan School“. Die Skulpturen ähneln denen auf der Cross-Slab von Inchinnan, bei Renfrew in Renfrewshire und anderen Beispielen des Govan-Stils, die klar und deutlich herausgearbeitet sind. 
Von rechts nach links, sieht man: 

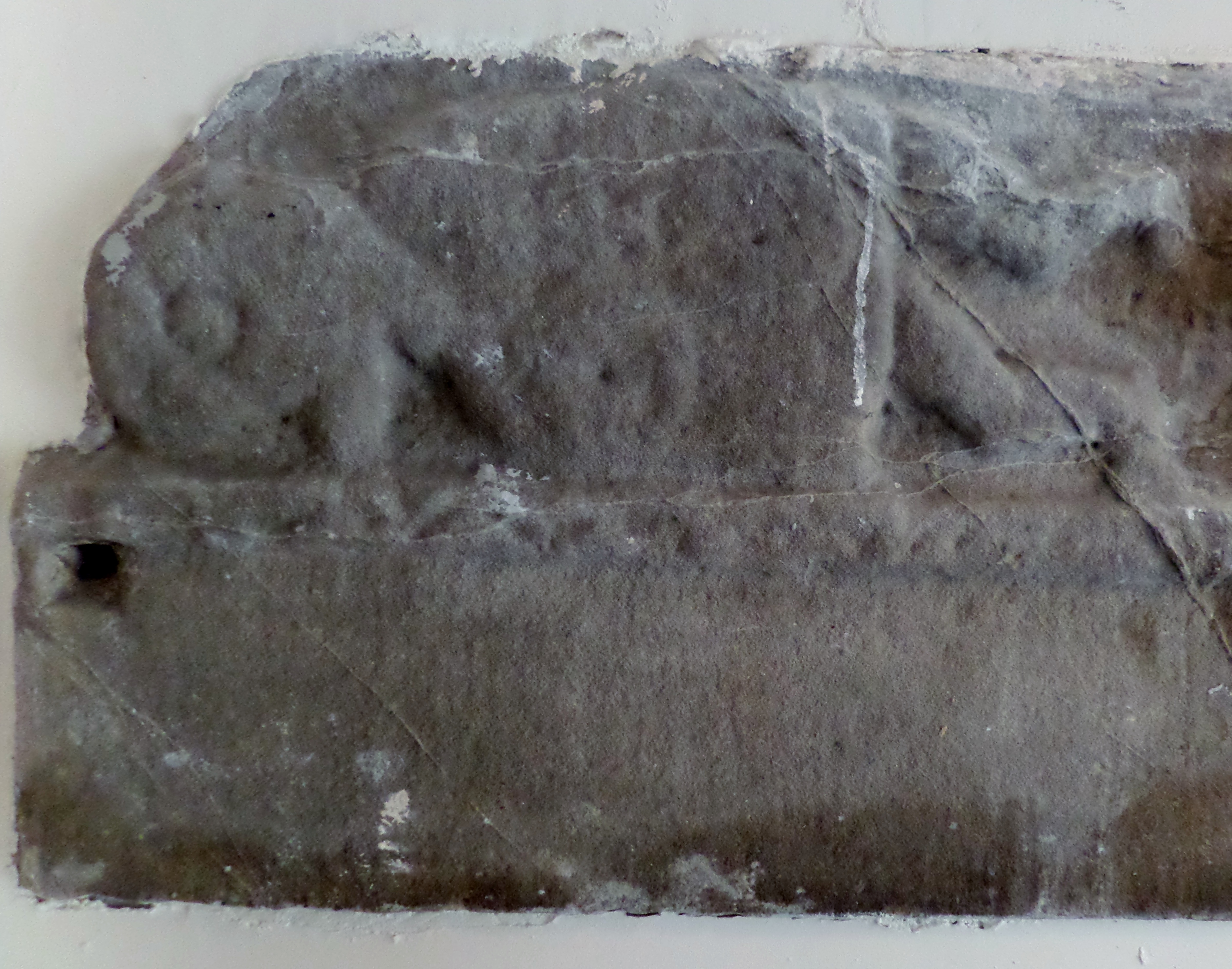
Fairlie Stone

- das Hauptmotiv des Govan-Stils: ein Tier (Pictish Beast), das sich in den Schwanz beißt.
- ein größeres Tier mit geöffnetem Maul, das
- einen am Boden liegenden Mann, der Rundschild und Schwert hält, anzugreifen scheint.

In Analogie zu ähnlichen Skulpturen kann der Fairlie Stein aus dem 10. oder vom Anfang des 11. Jahrhunderts stammen. Er stammt, wie die Inchinnan Cross-Slab, aus einer ausgegangenen Kapelle im Norden von Fairlie. Sie kann auf dem Gelände einer alten Kirche und eines Friedhofs gestanden haben, auf dem hochgestellte einheimische Familien im frühen Mittelalter ihre Toten begruben. 
Die Entdeckung des Fairlie-Steins, der als Sturz über einem Kamin diente, ist gut dokumentiert. Er wurde 1745 beim Abriss einer Kapelle gefunden, die zu einem Bauernhaus auf den Ländereien von Kelburn Castle gehörte. Er hatte eine Beschichtung aus Blei, wurde aber gereinigt und im Garten von St Margaret Manse in Fairlie platziert. Von dort wurde er zur St.-Margaret-Kirche überstellt und in eine Wand im Eingangsbereich eingebettet. Schließlich wurde er in einer ähnlichen Position in die St-Paul-Kirche, die heutige Pfarrkirche von Fairlie eingefügt. 1894 wurde der Stein von einer Frau Hutcheson in den Volumen von Proceedings of the Society of Antiquaries of Scotland beschrieben. 
Interessant ist die Existenz dieser Art von Skulptur im Stil des Königreiches von Strathclyde weit von deren Machtzentren in Govan und Partick entfernt. Einige Historiker glauben, dass Teile von Ayrshire nicht unter der Herrschaft der Clyde-Könige standen, sondern unter der der Gall-Gaidhil, eines gälisch-skandinavischen Mischvolkes, das früh entstand, da die Westküste Großbritanniens Ziel der ersten Viking Raids war. Der Fairlie Stone und andere Beispiele der Govan-Schule, wie die Skulptur südöstlich von Kilwinning, legen indes nahe, dass entweder die Gall-Gaidhil im Govan-Stil ausgebildete Steinmetze beauftragten oder Vasallen der Könige von Strathclyde waren. 